# 天宫寺塔
天宫寺塔，位于中华人民共和国河北省唐山市丰润区，是一座密檐式砖石佛塔。该塔始建于辽代，原为天宫寺的附属建筑，后寺庙被毁，仅余该塔。天宫寺塔在唐山大地震中遭到严重破坏，甚至一度被降格为县级文物保护单位。20世纪80年代，维修人员在重修该塔的过程中发现了两处塔室，并从中发掘出了大量文物。2006年，天宫寺塔被列为全国重点文物保护单位。

## 历史

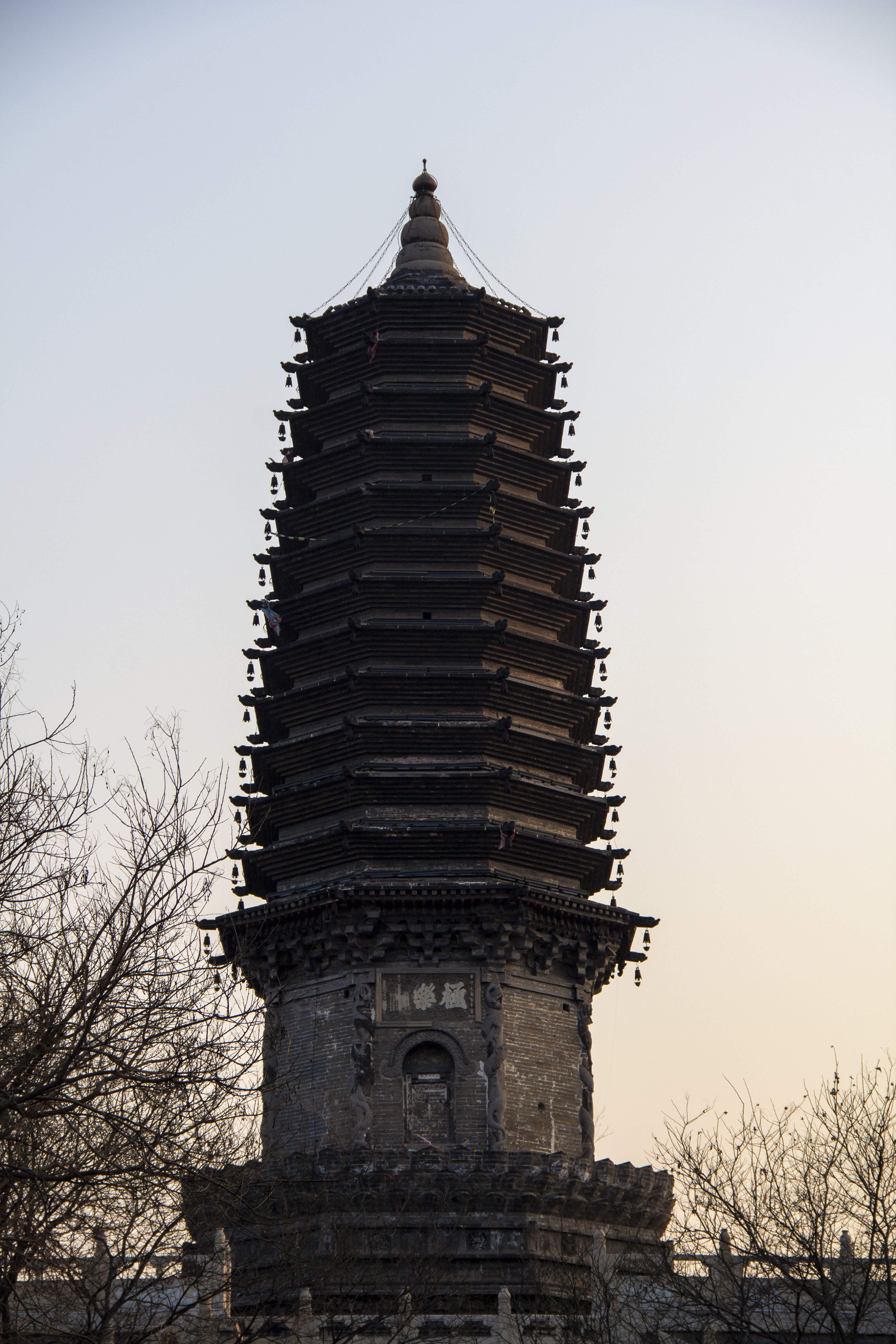
天宫寺塔 背面

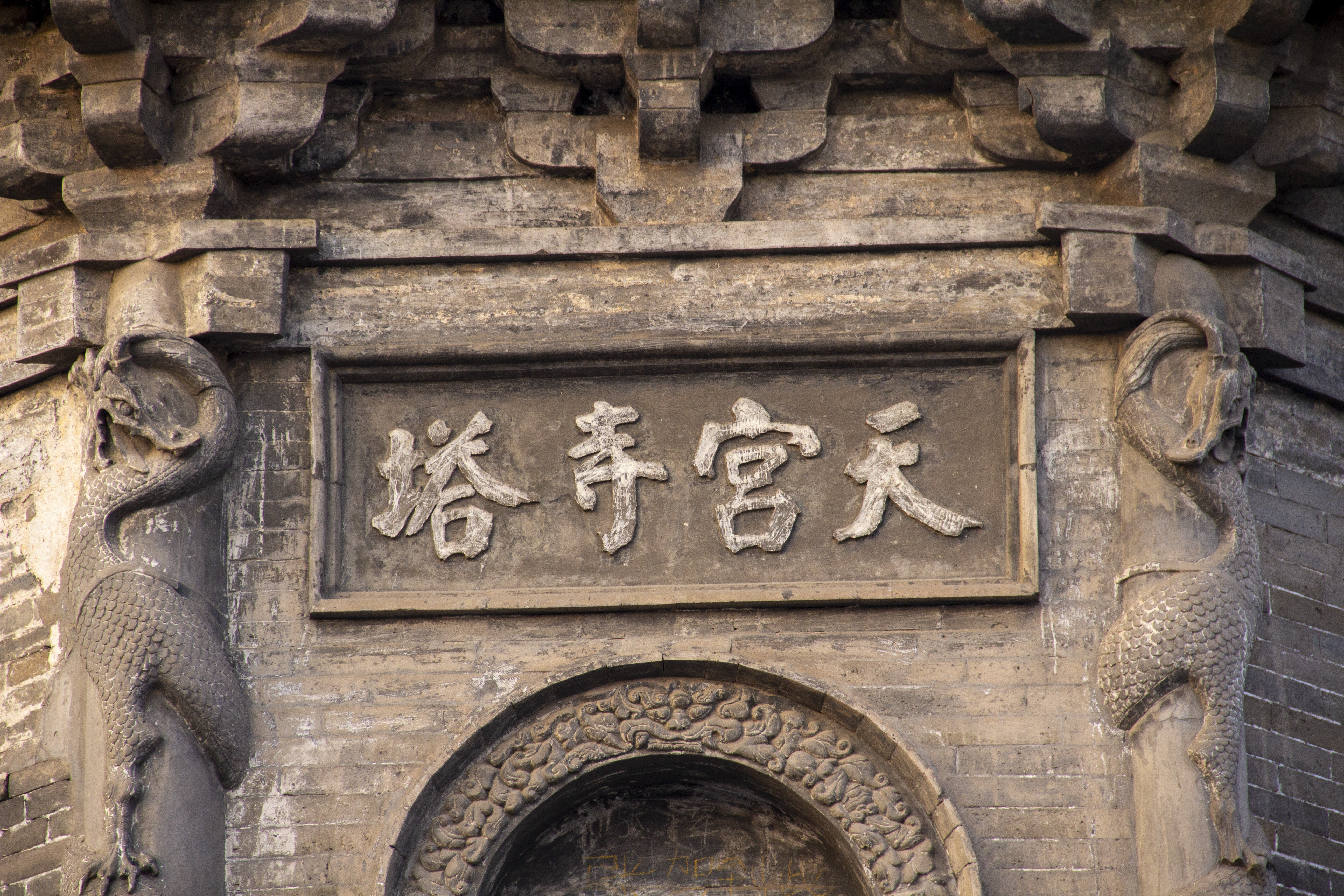
天宫寺塔 牌子

辽代清宁元年（1055年），盐监张成购地修建了一座寺庙。张成去世后，他的儿子在寺的西北部修建了一座十三级密檐式砖石佛塔，并于清宁八年（1062年）建成。乾统五年（1105年）时，该寺得名天宫寺，塔也随之得名为天宫寺塔。由于塔的位置较高，塔所处的塔院被当地人俗称称为上院，而天宫寺被称为下院。清代咸丰、光绪年间，该塔均得以重修。20世纪中期，天宫寺被毁，仅余天宫寺塔。1956年，天宫寺塔被列为河北省文物保护单位。1976年唐山大地震中，天宫寺塔的塔刹被震落，塔身出现十余处裂缝，随时会坍塌。因此，1982年，天宫寺塔被降格为丰润县文物保护单位。1986年至1989年，丰润县居民和丰润县本地单位捐款18万元人民币重修天宫寺塔，天宫寺塔在这次重修中发现了两处塔心室。1993年，天宫寺塔重新成为河北省文物保护单位。2006年，天宫寺塔被列为全国重点文物保护单位。

## 结构
天宫寺塔坐落于高5米的台基上，塔高24米，其中底层高8米，分为塔基和塔身两部分。塔基为八面须弥座，束腰上每面均有两个壸门，上部为平座斗拱，承托有栏板，栏板上绘有几何、花草图案。栏板上方为三层砖雕仰莲，仰莲上方为塔身。塔身平面为八角形，正东、正西、正南、正北四个方向设有假门，塔身转角处有砖雕蟠龙倚柱。倚柱上方为砖雕普柏枋，普柏枋上接砖雕五铺作斗拱。檐头上方用叠涩砖收成塔檐，塔檐共有13层，每层塔檐下均悬挂有金属塔铃。塔檐逐层向上收分。密檐部分的内部有上下两座塔心室，其中一个位于第四层塔檐至第八层塔檐之间，另一个位于第八层塔檐至第十一层之间。塔顶用青砖叠涩而成，其上立有塔刹。

## 出土文物
在上方的塔心室底部正中砌有一个长方形佛坛，坛上供奉有一个鎏金的释迦摩尼铜像、一个韦驮和一个护法金刚。在下方的塔心室中发现了文殊菩萨石雕像一座、普贤菩萨石雕像一座、两个铜佛、七套经卷、三轴经卷、一通碑刻、一卷麻绳和一个铁锤以及53件砖雕建筑构件。